# Промышленный компьютер
Промышленный компьютер — компьютер, предназначенный для обеспечения работы программных средств в промышленном производственном процессе на предприятии, например, АСУ ТП в рамках автоматизации технологических процессов.
Первым промышленным компьютером принято считать выпущенный компанией IBM в 1984 году IBM 5531 Industrial Computer.
Промышленный компьютер — универсальный термин, который может обозначать любой компьютер, не обязательно IBM PC-совместимый, не обязательно с архитектурой x86 и не обязательно адаптированный к неблагоприятным условиям. Его характеристики определяются потребностями конкретной задачи и конкретного заказчика. Промышленный ПК является частным, но наиболее распространённым видом промышленных компьютеров, являясь более сложным решением по сравнению с программируемым контроллером или встраиваемыми системами.

## Условия использования промышленных компьютеров
Промышленные компьютеры зачастую работают в тяжёлых условиях, поэтому от их корпуса, устройств ввода (обычно мембранной клавиатуры) и вывода визуальной информации (обычно дисплея, часто сенсорного) требуется:
- повышенная вибростойкость, ударостойкость
- стойкость к перепадам температур окружающей среды; работа в расширенном температурном диапазоне, в том числе работа в диапазоне отрицательных температур
- стойкость к воздействию влаги, воды; имеются модели, способные работать под водой и соответствующие степени защиты, например, IP 69
- стойкость к щелочам, кислотам — зачастую за счёт использования защитного корпуса.

### Длительность жизненного цикла
Отдельно стоит выделить долгий срок жизни промышленных компьютеров, т. н. Lifetime. Поскольку промышленное оборудование должно сохранять устойчивую работоспособность долгий срок, от 2 лет и более, причём средний срок работы около 10 лет, то необходимо обеспечивать ремонтопригодность аппаратной платформы. Именно поэтому одну и ту же аппаратную версию промышленного компьютера можно приобрести в течение 2-3-5, а то и 10-15 лет, что позволяет успеть разработать устройство для промышленного применения, организовать тестирование в полевых условиях, организовать серийное производство, продажу заказчикам, в течение всего срока жизни промышленного оборудование. Это сложная задача, но она оправдывает себя в условиях, когда стоимость управляемого промышленного оборудования может во много раз превышать стоимость управляющего промышленного ПК.
Поскольку это не всегда возможно, по объективным причинам, например, из-за дороговизны, а то и невозможности восстановления оборудования, которое производит компоненты для промышленных ПК, то были стандартизированы некоторые типоразмеры компонентов, что позволило уменьшить затраты при производстве промышленных компьютеров, и что положительно повлияло, в конечном счёте на срок службы промышленного оборудования, использующего в составе комплекса промышленные компьютеры, промышленные процессорные платы и платы расширения.
Среди способов увеличения срока жизни компьютерных компонентов:
- производство процессорных плат и комплектующих, входящих в долговременную программу производства у производителей комплектующих. К примеру, у производителя Intel имеется программа поддержки производителей промышленных компьютеров, благодаря чем некоторые из процессоров Intel, отмеченных участием в программе Embedded, выпускаются 5 лет и более, в то время, как стандартная продолжительность серийного выпуска процессоров — около 1 года[4][уточнить]
- использование Систем на модуле (SOM, System on module[англ.]). Данная архитектура позволяет заменять процессорный модуль, установленный на базовую плату, в то время, как эта базовая плата остаётся неизменной, по форме и подключаемым интерфейсам.
- использование плат стандартных типоразмеров.
- создание складского запаса комплектующих, либо полуфабрикатов.

Все эти методы нацелены на сохранение продолжительной и надёжной работы оборудования, и позволяют максимально его увеличить.

### Повышенный срок службы промышленных компьютеров
Промышленное оборудование должно сохранять работоспособность 24 часа в сутки, 7 дней в неделю. Как правило, конкретный производитель чётко указывает срок службы промышленного компьютера, для чего проводятся либо испытания, либо производятся теоретические расчёты надёжности составляющих компонентов. Эти расчёты различны для разных типов производимых устройств. Для более надёжных устройств требования повышенные, благодаря учёту повышенного износа компонентов. В целом, расчётный срок бытовых компьютеров лежит в пределах 10-30 тыс. часов работы, причём работа должна прерываться на «отдых», к примеру, 8 часов работы, 8 часов отдых. Срок службы промышленных устройств зависит от условий работы, но в целом, срок службы превышает 100 тыс. часов непрерывной работы в режиме 24 часа в сутки, 7 дней в неделю. Указаны примерные цифры, конкретный срок службы зависит от множества факторов.

### Компоненты промышленного компьютера
При многообразии задач в промышленности конкретный производитель оборудования (ОЕМ производитель) использует различные качества какой-то модели оборудования, к примеру, жёсткость процессорной платы и компактность ему жизненно необходимы, в то время как срок жизни — нет. В таких условиях производитель оборудования идёт на удешевление конструкции. К примеру, устанавливает надёжную материнскую плату или просто плату компактного размера промышленного типа с памятью, жёстким диском, периферийными устройствами из сектора общего назначения. Такое решение обычно оправдано удешевлением всего устройства в целом при производстве серий. Но чтобы обеспечить максимальную надёжность, максимальный срок службы, используют также комплектующие, специально предназначенные для работы в тяжёлых условиях.
К примеру, срок работы промышленного SSD может в пять — десять раз превосходить те, что используются в бытовых компьютерах. Оперативная память для промышленных компьютеров выглядит похоже, но в её составе могут использоваться компоненты с повышенной надёжностью, расширенным температурным диапазоном, стойкостью к вибрациям. К примеру, для компенсации истирания контактов оперативной памяти so-dimm в условиях вибрации увеличивают толщину слоя золотого покрытия на контактах (т. н. goldfinger).

## Область применения
- Применяется в составе управляющих, контролирующих и измерительных комплексов в различных областях промышленности, в том числе в тех областях, где требуется непрерывная работа в течение долгого времени без сбоев; работа в тяжёлых условиях. то есть АСУ, АСУТП и т. д. А также работа во взрывоопасных зонах различных типов.
- для создания систем управления технологическими процессами используется в качестве верхнего уровня. Программное обеспечение, включая SCADA позволяет объединять несколько (сколько требуется) систем нижнего уровня, чаще всего управляемых ПЛК;
- в качестве составных частей диагностических комплексов, комплексов жизнеобеспечения, и т. д. в медицине;
- в качестве аппаратной платформы для реализации визуализации и человеко-машинного интерфейса (например в информационных и платёжных терминалах).
- на базе промышленных компьютеров зачастую организовываются общественные медиасистемы, например, реклама, информационное оповещение, и т. д.

Полнофункциональные сенсорные панели, выпускаемые сегодня размерами до 21 “, принимающие сигналы от 8000 датчиков, достаточны для организации системы экономии топлива на грузоперевозках (система Fleet Management Solution). В составе с датчиками топлива, температуры, скорости, организованными по беспроводной сети, возможно собирать параметры дизеля и оптимизировать расходы на топливо и комплектующие.
Полноценной системы сенсорной панели достанет для организации цеха или сложного станка, для коммуникации нескольких станков или сборочных линий для организации производства в единую сеть, оптимизации их связи, сокращения простоев и для коммуникации с цифровым рынком: оптимизации новинок, подбора аналогов или выбора продукции по информации пользователя, покупателя, информации о мощности производств, о наличии на складе, о сроках поставки и других параметрах. Интеграция его в рынок интернета вещей – это в конечном итоге визуализация параметров производства, и его возможностей выполнить заказ для потребителя (аналоги систем WISE-PAAS/ENSAAS). Возможна организация любого из складов по меткам RFID, оптимизация комплектов, наличие того или иного товара, его складское место, его сроки хранения, потребность в выпуске новых и т.д. Аналогично организуется и работа порта, идентификации груза, любого контейнерного хранилища, любого места логистики. Автоматизируется работа любой энергетической установки. Используются в пищевой промышленности, изделия выпускаемые сегодня, полностью соответствуют требованиям безопасности. Панельный компьютер позволяет передавать объем информации нескольких технологических линий.
В сфере услуг существует автоматическая доставка грузов от Amazon. Контроллер дома может передавать более точное местоположение точки доставки, чем другие системы позиционирования.
Для телемедицины требуется работа с большими объемами видеоданных, разработанная логика управления. Индивидуальные решения предусматривают измерения пульса, давления, температуры, включение глюкометров, измерителей веса и других медицинских параметров, собираемых на экран индивидуальных устройств (смартфонов, часов и др.)
Являются важным компонентом системы обеспечения безопасности, которые позволяют минимизировать последствия в случае возникновения аварийных ситуаций на сложных технологических объектах (анализ содержания газов, взрывоопасных веществ, дыма, пожаров). Автоматически производится и пожаротушение на буровых установках, в других производствах и жилых, общественных зданиях.
Модули телеизмерений позволяют осуществить работу систем телемеханики и автоматики, что необходимо для сложных и тонких производств электроники, необходимо в лабораторной деятельности (микробиология и фармацевтика), для постановки атомной промышленности, где требуется дистанционная работа с радиоактивными препаратами для многих фундаментальных исследований.
Системы оценки качества воздуха и воды состоят из датчиков, по беспроводной сети измеряющих уровень кислорода, уровней pH, проводимости, характера течения воды, датчиков Ca, Br, F, Li и других.
К системам контроля солнечных панелей сегодня предъявляются высокие требования по энергопотреблению, автономности.
Существуют сегодня решения для туристической отрасли и отелей.
Промышленные компьютеры / контроллеры собирают информацию от сотен беспроводных датчиков (LoRa) температуры и влажности воздуха, скоростемеров и направления ветра, количества выпавших осадков, атмосферное давление, влажность почвы и листа, уровень солнечной ультрафиолетовой радиации. Все это позволяет анализировать состояние и развитие урожая, выводить усредненные значения и грамотно планировать дальнейшие сельхозработы, пресечь риск потери урожая. Создается система автоматического полива (при достаточном напоре), и сегодняшние автоматические системы сбора урожаев.
Беспроводные модемы в составе этих систем позволяют организовать беспроводную сеть, принимая сигнал от местного датчика на станке или на линии, или от самого станка - и отправляя их в единое устройство приема данных, сенсорную панель, или в сеть TCP/IP, для связи с устройствами пользователя (смартфоном или компьютером). Принимаются сигналы от любых средств производства – их текущее состояние обработки изделия и положение на линии, их производительность, брак, или простои, для полной автоматизации всего состояния производства. Для датчиков – это сигналы положения (транспорт внутри производства, погрузчики), датчики положения груза, это все датчики положения предметов, датчики скоростей перемещения, расхода воздуха вентиляции, нагрева, расхода отопительной воды, расхода топлива или газа, любых материалов производства, их срока доставки, даже текущего географического положения, работы энергетических установок и солнечных панелей. Все данные собираются в единое устройство сбора, которое оснащается программами и алгоритмами для встраивания его в сеть интернета вещей.
Что касается сферы услуг, то здесь собирать информацию о параметрах работы и среды затруднительно, услуги оказываются людьми. Но и в этом случае сбор информации осуществляется косвенным способом: по ответу пользователя, откликам, оценкам, посещаемости сайтов, результативности и т.д. Все это отслеживается особыми программами, интегрированными в работу с контроллерами и протоколами данных от них.
Наиболее тесно объединяя технику и науку, реальные производства, услуги и интернет вещей, системы автоматизации являются наиболее быстро развивающимся сегментом современной экономики. Уровнем освоения систем цифровой автоматики определяется уровень развития экономики.

## Форм-фактор

### Корпуса и варианты компоновки
Значительная часть корпусов промышленных ПК имеет конструкцию для размещения в стандартной 19-дюймовой стойке. Некоторые являются переносными или планшетными. Также к промышленным компьютерам можно отнести исполнение корпусов панельных и  встраиваемых компьютеров.

### Материнские платыи платы расширения
- ATX: стандарт материнских плат для обычных ПК, определён Intel.
- EBX: процессорные платы под размер диска 5.25" (203 x 146 мм). Определён Ampro и Motorola.
- ETX: Процессорные платы и платы расширения. Определение особенностей секционных ЦПУ модулей процессоров и плат расширителей с межплатными соединителями. Определено Jumptec.
- PC/104 и PC/104+: процессорные платы и их расширения под размер 3.6 x 3.8 дюйма. Определено PC/104.
- MicroPC: форм-фактор (124×112 мм) IBM PC-совместимых (x86) промышленных компьютеров для жёстких условий эксплуатации.
- CompactPCI, PCI-ISA, ePCI-X: форматы определённые консорциумом PICMG.
- PCISA: Процессорные и объединительные платы с совмещенным PCI и ISA разъемом, выполненном в конструктиве EISA (но не совместимом электрически). Определено IEI.
- SOM-144: Процессорные платы и платы расширения. Определение особенностей секционных ЦПУ модулей процессоров и плат расширителей с существующими модулями 144-контактных SO-DIMM с межплатными соединителями. Определено Advantech.
- Tiny-Bus: Особенности решений модульных расширителей компактного размера и расширителей множественных шинных интерфейсов включая графический PCI-Express x16, PCI-Express x4/x1, AGP и PCI. Определено Liantec.
- Mini-ITX: Mini-ITX это формфактор 17 x 17 см (или 6.7 x 6.7 дюймов) малопотребляющих материнских плат разработанный VIA.
- StackPC — альтернативная спецификация PC/104[5].
- nano-ITX — компактная процессорная плата размер 120×120 мм. Определено VIA TEchnologies. В данный момент производятся Advantech, Axiomtek, Avalue, Commell, и другими производителями.
- Pico-ITX - компактная промышленная материнская плата, размер 100×72 мм. Производители: Advantech, Jetway, и т.д.
- UTX - компактная промышленная материнская плата, размер 117 x 112 мм, Производитель Lead, Jetway, и т.д.
- SHB Express (PICMG 1.3) — пассивная объединительная плата (System Host Boards) с разъёмами PCI Express. Спецификация SHB официально утверждена в марте 2005 года. Она предполагает применение одноплатного компьютерного модуля, стыкуемого непосредственно c разъёмами пассивной кросс-платы, в которой содержится множество слотов PCI Express.[6][7]

## Дополнительное оборудование

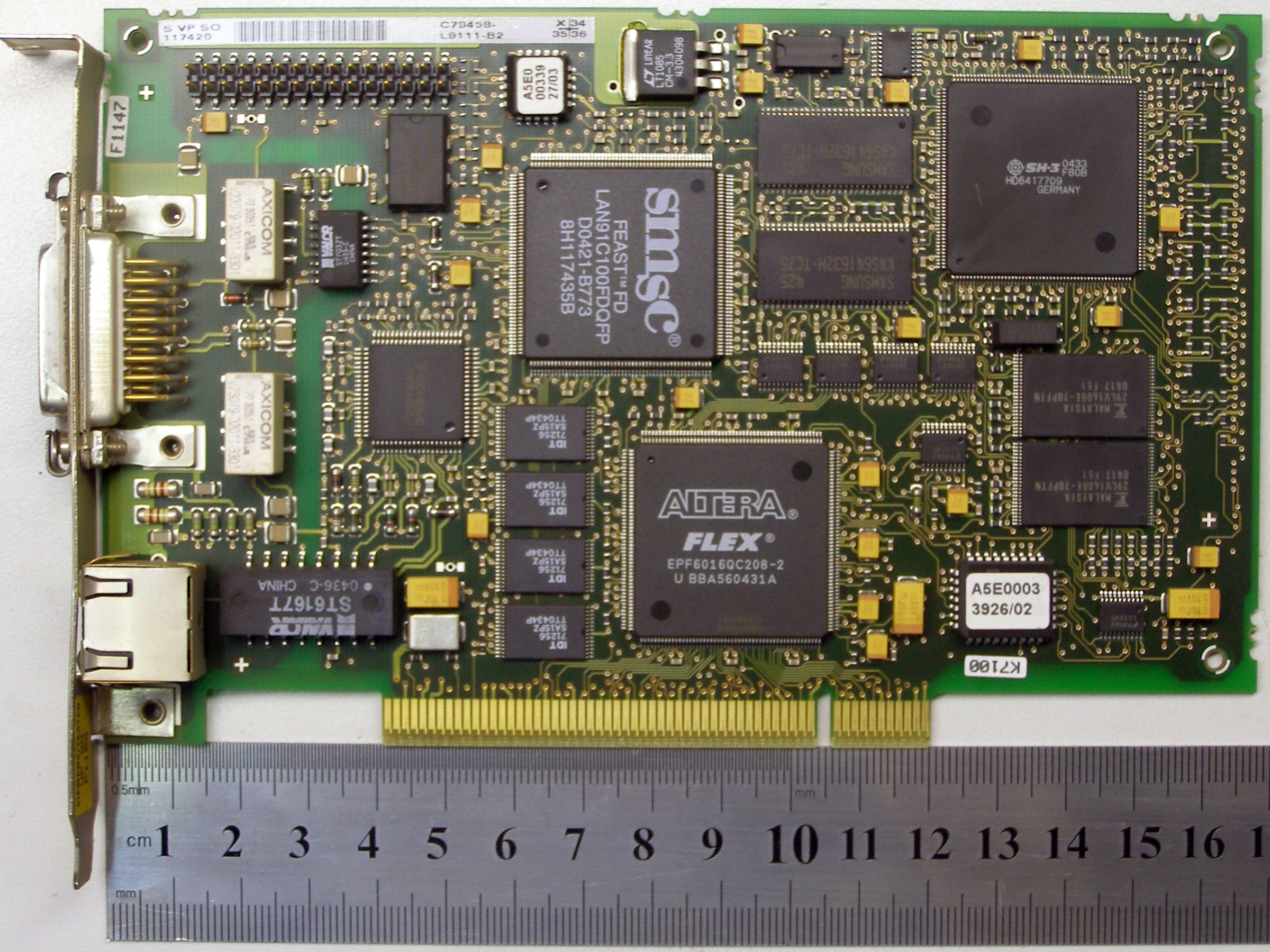
Плата сетевого адаптера устанавливаемая в слот расширения шины PCI для сетевого взаимодействия на основе интерфейса MPI

Многие промышленные компьютеры оборудованы дополнительным программно-аппаратным контролем за работоспособностью, а также интерфейсами промышленных шин (MPI, PROFIBUS, CAN).

## Программное обеспечение
Операционные системы
- специальные: Windows CE, QNX, Windows XP Embedded
- универсальные: Microsoft Windows (2000, XP), Linux, FreeBSD, FreeDOS

Система SMLogix упрощает создание автоматических алгоритмов. Вы наблюдаете движение данных внутри FBD-программы в ходе её выполнения и, можете приостановить проект, чтобы изучить необходимые переменные, пока они на паузе. Можете добавить их в наблюдение, а показания вывести в виде графика или таблицы, сохранить их в файле, чтобы проанализировать данные детальнее. В функции блокировки можете принудительно задать значения параметрам, которые нужно проверить. Можете запустить отладчик с первого шага.
В современных системах программирования контроллеров (компании TREI) поддерживается полный набор стандартных операторов IEC для булевских, арифметических, логических операций. Стандартные функциональные блоки поддерживают операции переключений, семафоры, счетчики, гистерезис, интегрирование и дифференцирование по времени. Широкий набор алгебраических, тригонометрических и сдвиговых функций. Специализированная библиотека алгоритмов управления и регулирования существенно упрощает технологическое программирование задач управления. В ее состав входят экспоненциальное сглаживание, апертура, фильтрация пиков, звено ШИМ, звено PID, PDD-регуляторов и другие.
OPC сервер реализует интерфейсы для доступа (через программу шлюз) к данным исполняемого приложения на контроллере. Поддержка ОРС технологии позволяет контроллерам TREI-5B стыковаться с различными базами данных и SCADA-системами верхнего уровня, такими как Microsoft SQL Server, Genesis, iFIX, Wizcon, InTouch, Real Flex, Sitex, КРУГ-2000 и другие.